# آدلینو (نیومکزیکو)
ادلینو، نیو مکزیکو (به انگلیسی: Adelino, New Mexico) در ایالات متحده آمریکا است که در نیومکزیکو واقع شده‌است.

## خصوصیات
ادلینو ۸۲۳ نفر جمعیت دارد و ۱٬۴۷۰٫۰۷ متر بالاتر از سطح دریا واقع شده‌است.